# Lauritz Baltzer
Carl Emil Lauritz Baltzer, född 16 mars 1845 i Köpenhamn, död 31 januari 1917 i Göteborg, var en svensk-dansk tecknare och teckningslärare. 
Han har bland annat gjort teckningar av ruiner och hällristningar i Bohuslän och publicerat flera läroböcker i teckning.
Han var elev vid Det Kongelige Danske Kunstakademi 1859-1864 och gjorde studieresor till Tyskland och Paris. Han arbetade som teckningslärare vid flera olika skolor i Göteborg och var även en tid chef för Litografiska anstalten Runan.
Han är begravd på Östra kyrkogården i Göteborg.